# ニューヨーク・ロッカー
『ニューヨーク・ロッカー』(New York Rocker) は、1976年にアラン・ベトロック (Alan Betrock) によって創刊されたパンク・ロック、ニュー・ウェイヴの雑誌。ベトロックは、1978年にこの雑誌を離れ、アンディ・シュワルツが編集者を引き継ぎ、1982年までその任にあった。1979年の時点で、発行部数は 20,000部とされていた。
ヨ・ラ・テンゴのギタリストでボーカルのアイラ・カプランは、かつてこの雑誌の批評家のひとりであった。The dB's は、「I Read New York Rocker」（「僕はニューヨーク・ロッカーを読んだ」の意）というこの雑誌に捧げる曲を書いて、録音し、またこの雑誌の編集室で何曲かのデモ音源の録音をおこなった。
『ニューヨーク・ロッカー』は、のべ54号を発行した後1982年に休刊し、その後、1984年に一時的に復刊したが、永続しなかった。